# Thermidor

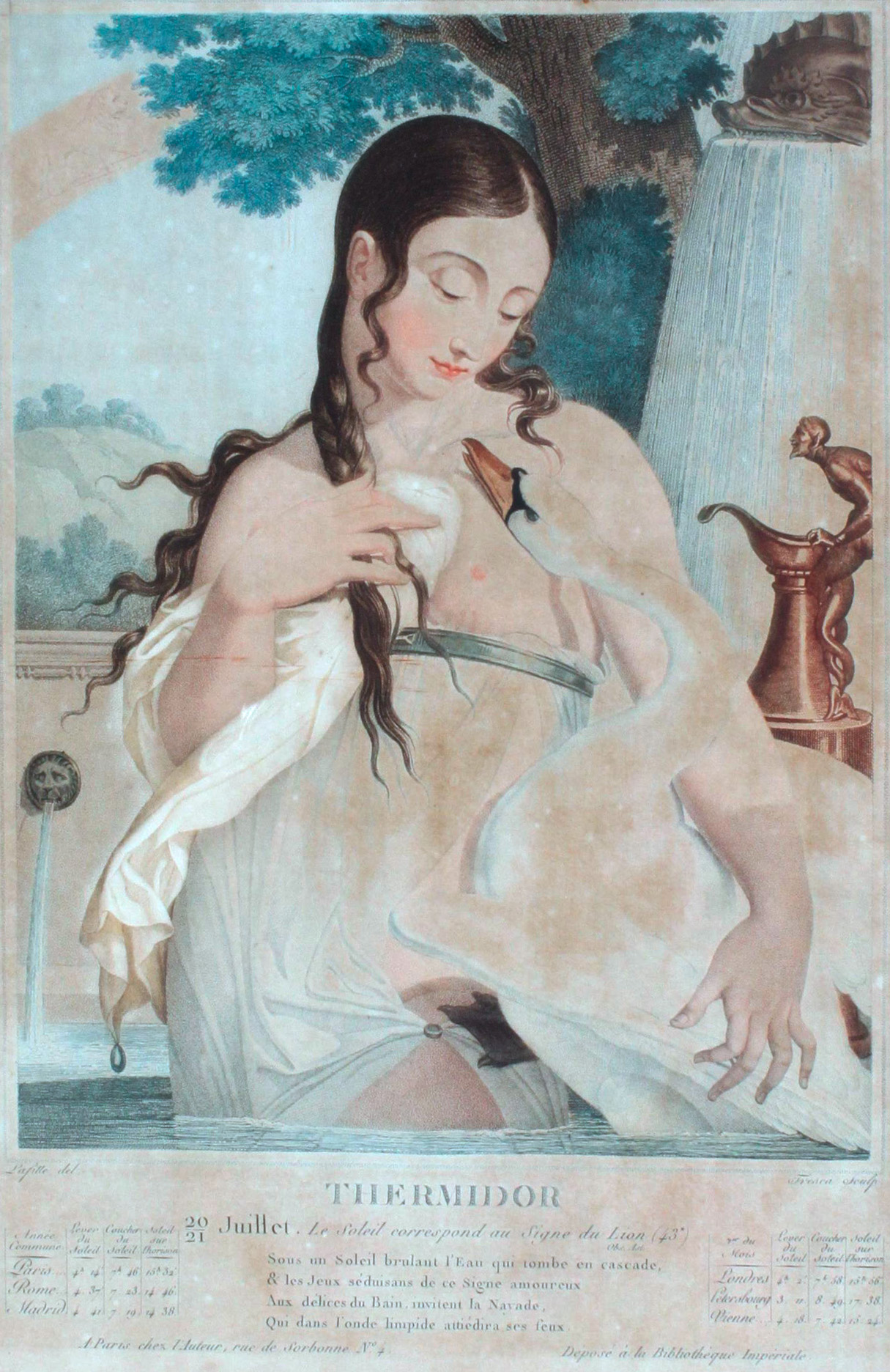
Alegoria thermidora

Thermidor (termidor) (z gr. thérme = 'gorąco' + doron = 'dar') – jedenasty miesiąc we francuskim kalendarzu rewolucyjnym, drugi miesiąc lata. Trwał od 19 lipca do 17 sierpnia.
Po thermidorze następował miesiąc fructidor.